# Плавалари (Сучава)
Плавалари (рум. Plăvălari) насеље је у Румунији у округу Сучава у општини Удешти. Oпштина се налази на надморској висини од 331 m.

## Становништво
Према подацима из 2002. године у насељу је живело 1040 становника, од којих су сви румунске националности.